# Pitcairnia atrorubens
Pitcairnia atrorubens är en gräsväxtart som först beskrevs av Johann Georg Beer, och fick sitt nu gällande namn av John Gilbert Baker. Pitcairnia atrorubens ingår i släktet Pitcairnia och familjen Bromeliaceae. Inga underarter finns listade i Catalogue of Life.

## Bildgalleri

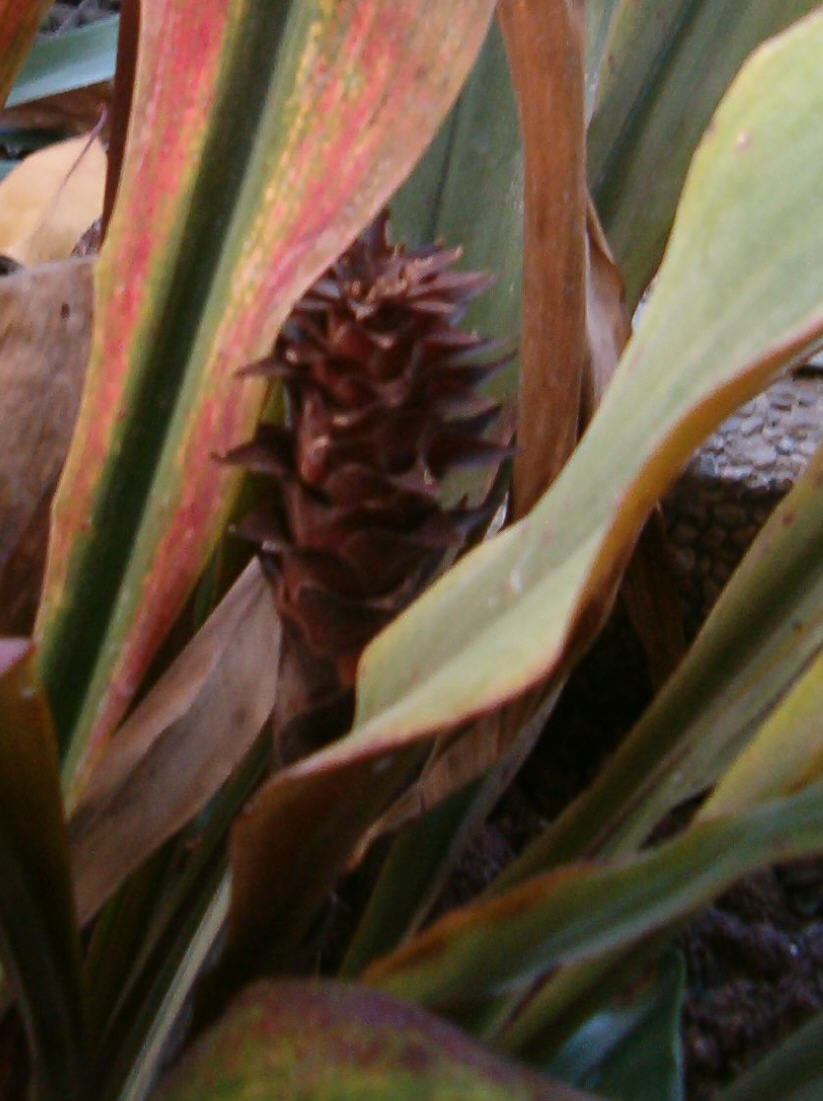
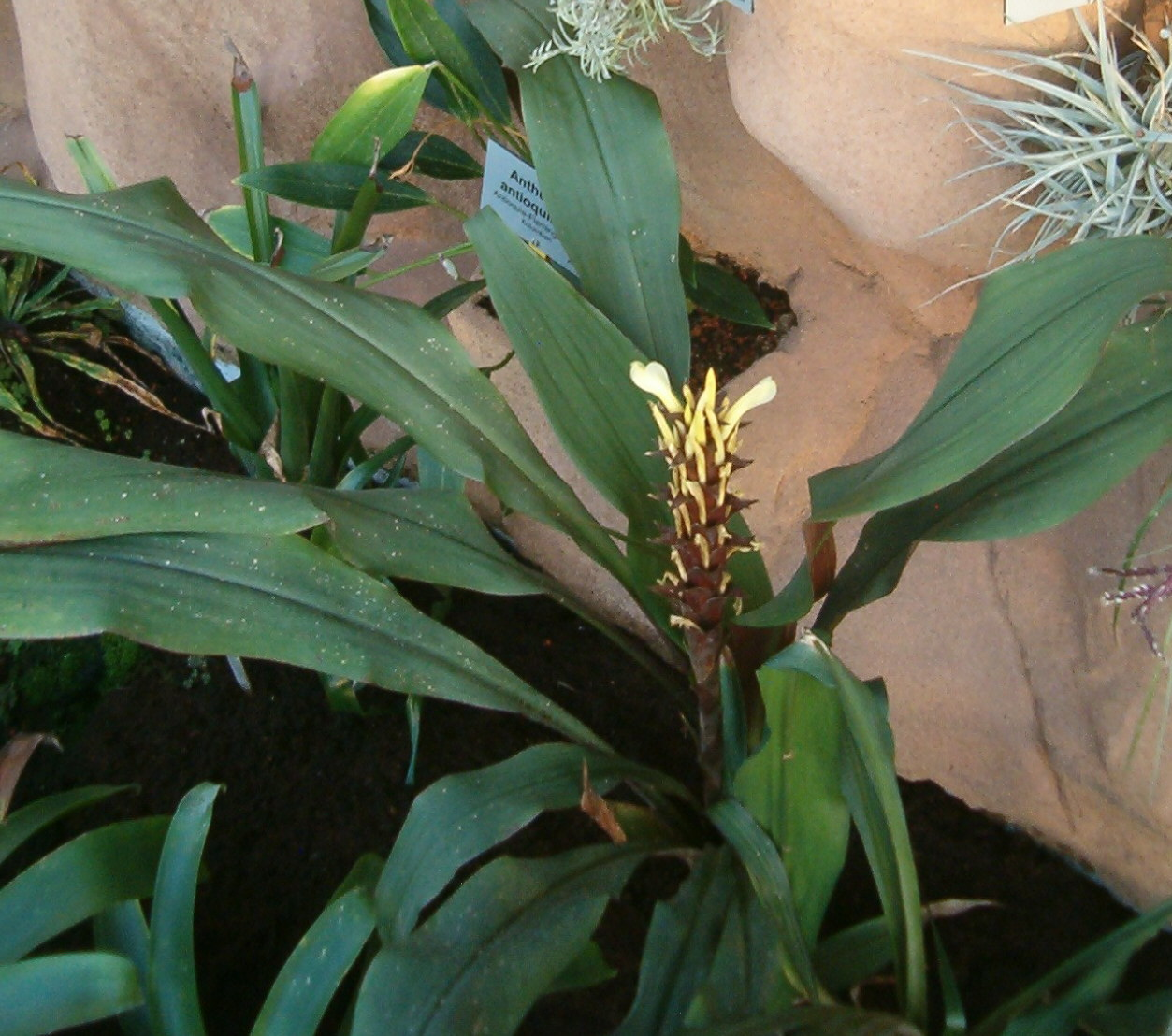